# هوندا سی‌آراف۱۰۰۰ال
هوندا سی‌اراف۱۰۰۰ال (به انگلیسی: Honda CRF1000L) یک موتورسیکلت ۹۹۸ سی‌سی دوسیلندر ژاپنی با توان خروجی ۱۰۰ اسب بخار از خانواده آفریقا تویین محصول کمپانی هوندا می‌باشد. این موتورسیکلت در اواخر سال ۲۰۱۵ و اوایل سال ۲۰۱۶ در ایالات متحده در بریتانیا در دسترس قرار گرفت.

نمای جانبی آفریقا تویین

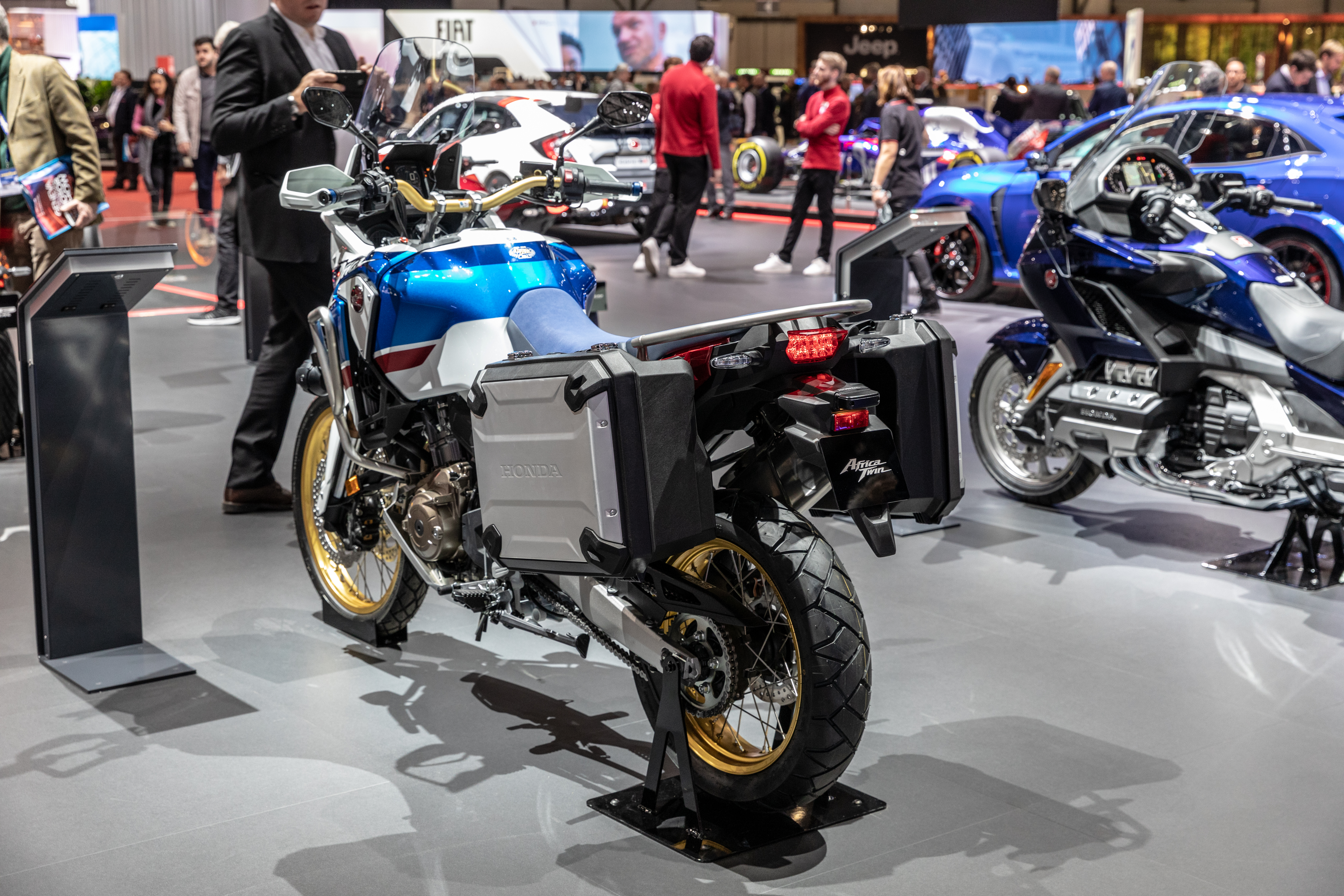
نمای عقب آفریقا تویین

## مدل ۱۱۰۰ سی‌سی
در سال ۲۰۲۰ حجم سیلندر این موتورسیکلت به ۱۱۰۰ سی‌سی افزایش یافت، همچنین کروز کنترل اضافه شد.

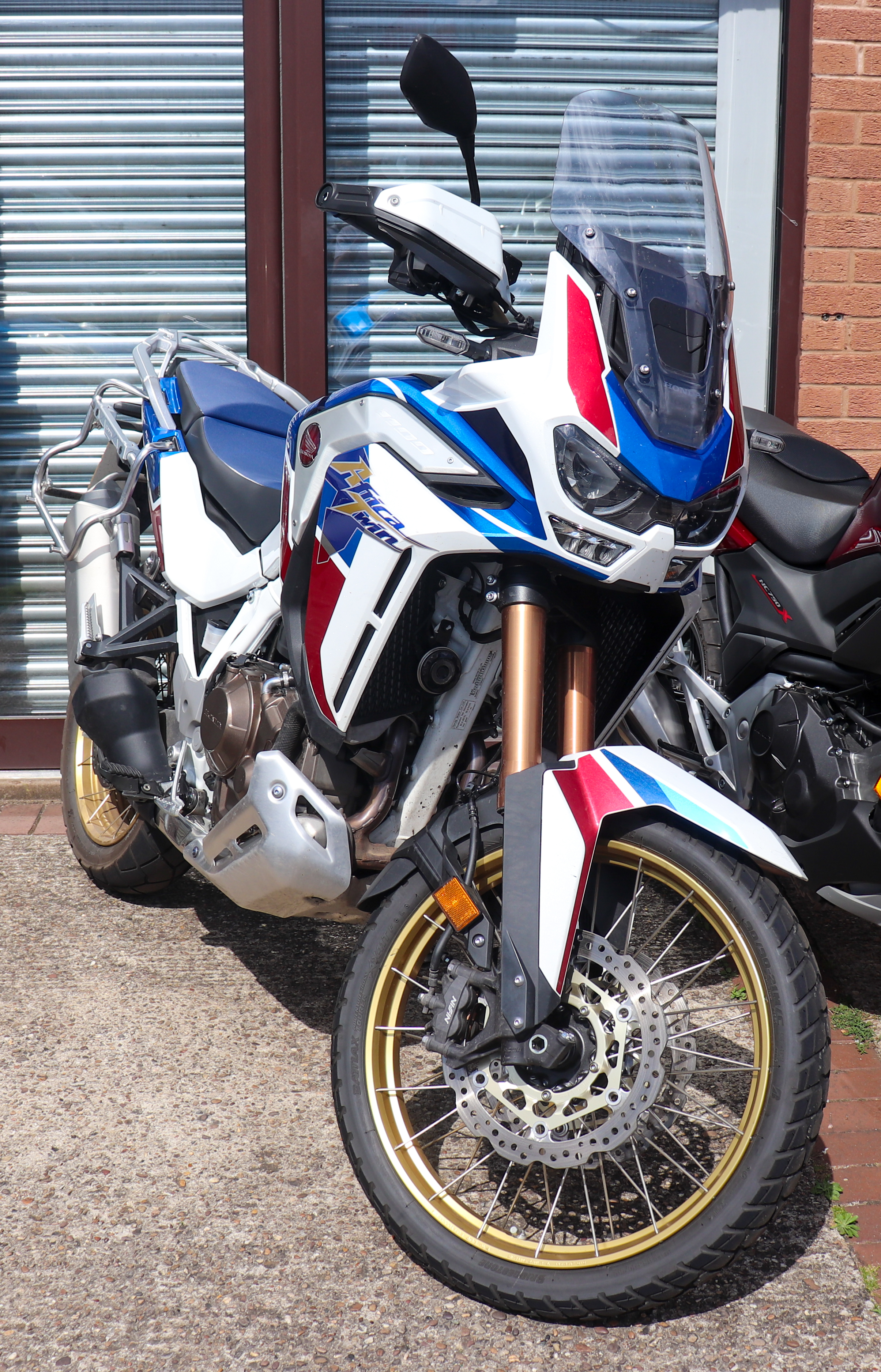
آفریقا تویین ۱۱۰۰

مدل ۱۱۰۰ سی‌سی در سال ۱۴۰۳ در ناوگان پلیس ایران نیز بکار گرفته شد.